# کاروانسرای خرند
کاروانسرای خرند مربوط به دوره صفوی است و در شهرستان مهدی‌شهر در استان سمنان قرار گرفته‌است. این بنا که در ۳۵ کیلومتری شمالشرقی مهدیشهر واقع شده در تاریخ ۱۶ آبان ۱۳۷۹ با شمارهٔ ثبت ۲۸۴۹ به‌عنوان یکی از آثار ملی ایران به ثبت رسیده‌است.